# Alfred Swift
Alfred James Swift, detto Jimmy (Durban, 25 giugno 1931 – Johannesburg, 13 aprile 2009), è stato un pistard sudafricano.

## Palmarès

### Olimpiadi
- Argento a Helsinki 1952 nell'inseguimento a squadre.
- Bronzo a Melbourne 1956 nel chilometro a cronometro.

### Giochi del Commonwealth
- Oro a Vancouver 1954 nella corsa a cronometro.